# Provinz Yamashiro

Karte der japanischen Provinzen, Yamashiro ist rot markiert

Yamashiro (jap. 山城国, Yamashiro no kuni), auch Jōshū (城州), Sanshū (山州) oder Yōshū (雍州) genannt, war eine der historischen Provinzen Japans. Das Gebiet gehört heute zum südlichen Teil der Präfektur Kyōto auf der Insel Honshū.
Nach der Gokishichidō-Einteilung war sie eine der inneren Provinzen (Kinai). 794 wurde Heian-kyō, das heutige Kyōto, der Sitz des kaiserlichen Hofes und in der Muromachi-Zeit auch der Sitz des Ashikaga-Shogunates.
Zur Bedeutung des Namens siehe Etymologie der japanischen Burg.
Yamashiro grenzte an die Provinzen Wakasa, Ōmi, Iga, Yamato, Kawachi, Settsu und Tamba.